# Géronte
Géronte est un personnage de comédie. Comme l'indique son nom (du grec ancien γέρων / gérôn (« vieillard »), il a représenté la vieillesse avant de devenir un type de plus de ces barbons imbéciles, toujours trompés et bernés, dont le théâtre, ancien et moderne, offre de nombreuses variétés.
Le Géronte du Menteur est trompé par son fils, mais n’est raillé par personne quand il foudroie le trompeur de ce noble langage :
« Et dans la lâcheté du vice où je te voi
Tu n’es plus gentilhomme étant sorti de moi. »
Dur, avare, entêté, d'un esprit borné et crédule, le Géronte de la tradition comique a moins de bonhomie que Pantalon et Cassandre, mais ses velléités de méchanceté - ou du moins de sévérité - ne servent qu’à le faire bafouer davantage.
Dans La Sœur, Jean de Rotrou a mis ce personnage sur la scène française avec une certaine originalité : il le fait venir de Constantinople en costume turc. 
Molière lui a donné, dans Le Médecin malgré lui  et Les Fourberies de Scapin, sa physionomie définitive, que Jean-François Regnard a fidèlement  conservée, entre autres dans Le Joueur et Le Légataire universel.